# Mangue-vermelho

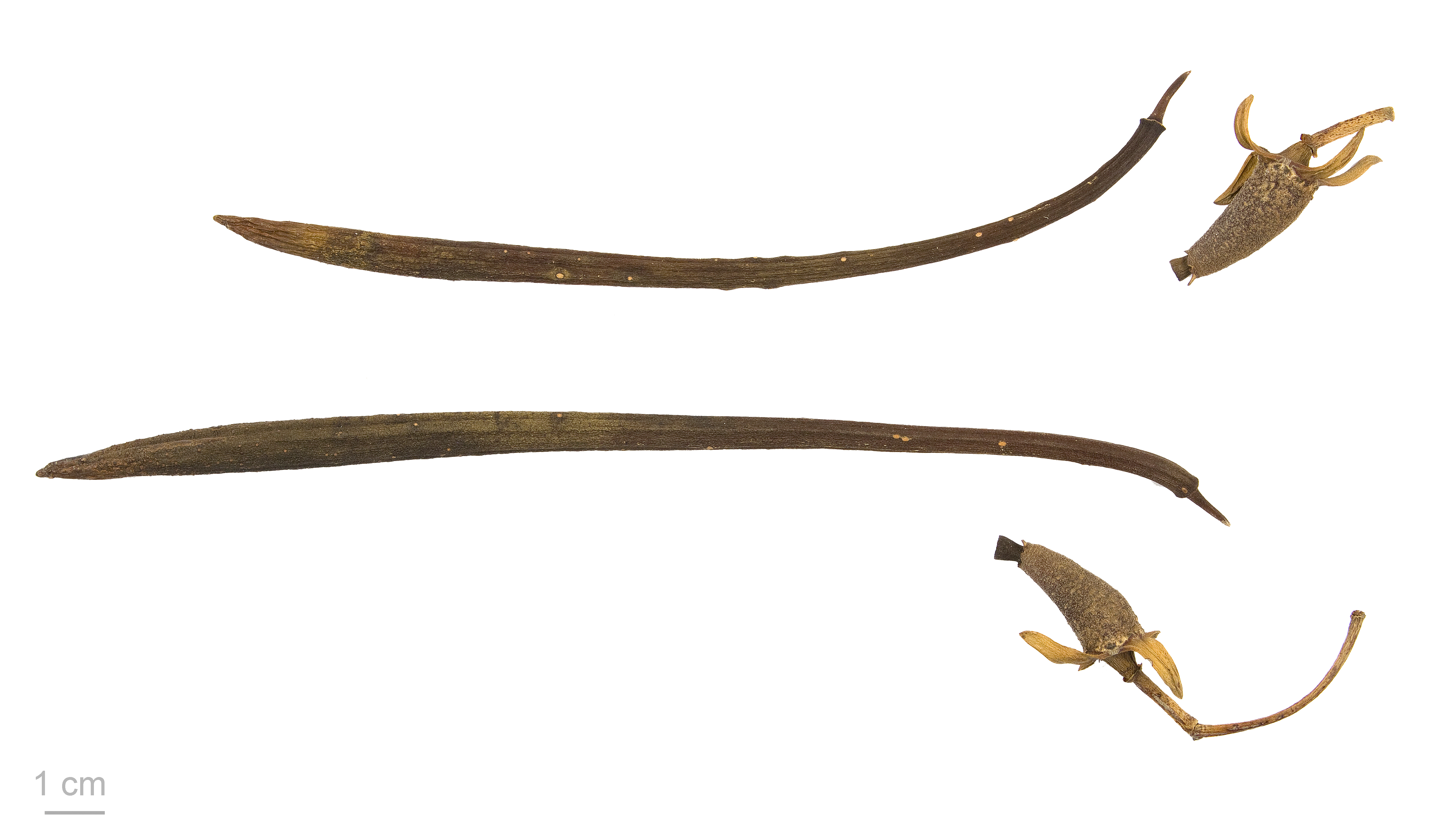
Rhizophora mangle - MHNT

O mangue-vermelho (Rhizophora mangle), também conhecido como sapateiro, é uma espécie típica de manguezal.
O nome da árvore é assim dado pois, quando sua casca é raspada, apresenta uma coloração avermelhada típica da espécie.
A respiração da planta é feita através de rizóforos, que também auxiliam a sua sustentação. Neste tipo de raízes (pneumatóforas), há estruturas especiais (lenticelas), cuja função é a respiração.
A espécie reproduz-se através de sementes (propágulos) que germinam ainda presas à planta-mãe, aumentando as chances da espécie se propagar.

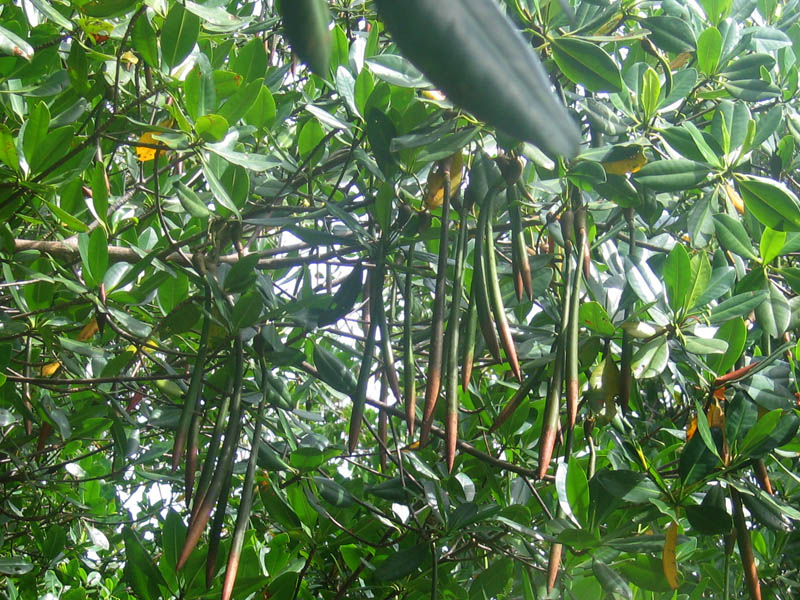
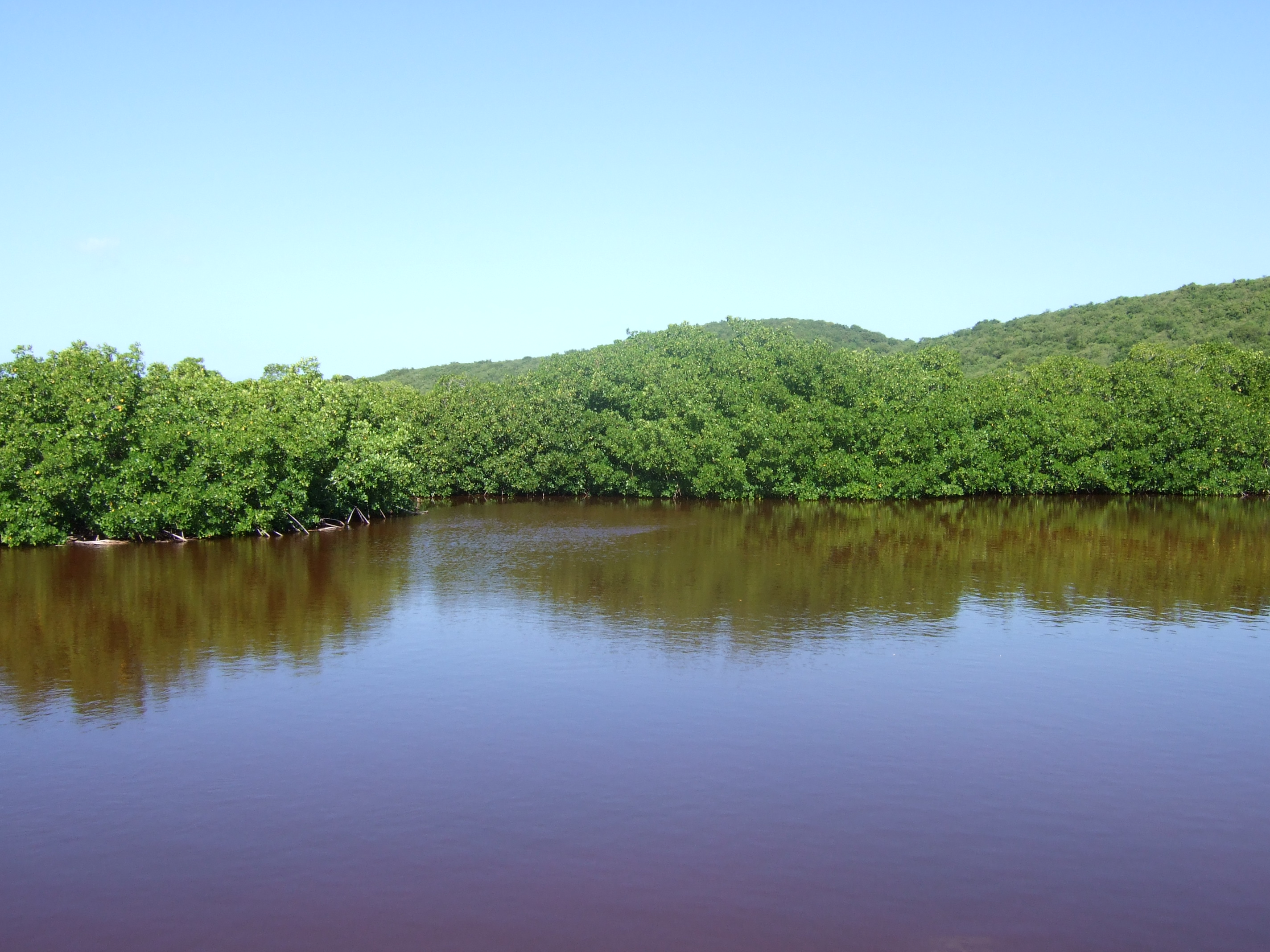
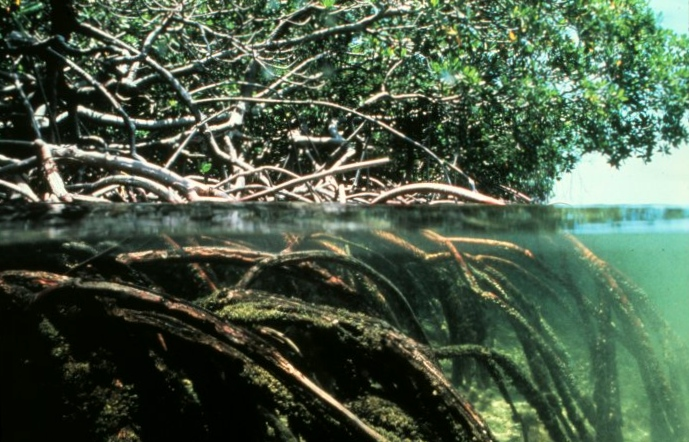